# 双额滑面蟹
双额滑面蟹（学名：Etisus bifrontalis）为扇蟹科滑面蟹属的动物。分布于从帕邁拉環礁、夏威夷群岛、萨摩亚群岛直到马尔代夫群岛的整个印度-西太平洋区以及中国大陆的西沙群岛等地，生活环境为海水，主要生活于珊瑚礁中。